# Thymus baeticus
Thymus baeticus (Чебрець іспанський лимонний) — вид губоцвітих рослин родини глухокропивових. baeticus — географічний епітет, який вказує на його місце зростання в Бетіці.

## Поширення
Вид вважається ендеміком південної Іспанії. Висотний діапазон: 30–1300 м. Зустрічається в заростях і чагарниках на вапнякових і кам'янистих ґрунтах, а іноді і на пісковику. Вид приземлено кущистий.

## Морфологія
Стебла 15–50 см, прямовисні, іноді стелеться, зазвичай деревнисті. Листки 4–7 × 0,6–2 мм, лінійні або лінійно-ланцетні з волосками донизу, суцвіття щільні. Квіти кремові або білі. 2n = 58, 60. Цвіте з травня по червень. Горішки 0,9–1,1 × 0,5–0,7 мм, еліпсоїдні, коричневі.

## Використання
Рослину збирають у південно-східній Іспанії, де й раніше збирали і культивували для виготовлення ефірної олії.

## Загрози та охорона
Загрозою для виду на місцевому рівні є освоєння та перетворення людиною природних місцезростань. Зростає на численних охоронних територіях.